# Rainer Hunold
Rainer Hunold, né le 1er novembre 1949 à Brunswick est un acteur et auteur allemand.

## Biographie
Après l'obtention de son diplôme de l’enseignement secondaire, Rainer Hunold prend des cours d’éducation artistique, de Germanistique, de sculpture, mais il découvre vite sa passion pour le métier d'acteur. Dès 1975, il suit une formation à Berlin à l’école d’art dramatique Max Reinhardt (Max-Reinhardt-Schule für Schauspiel).
En 1978, sa carrière d’acteur prend de l’essor. Il incarne divers rôles dans des séries télévisées telles Tatort, Le Renard, Derrick  sans oublier un des rôles principaux (l’avocat Rainer Franck) dans Un cas pour deux, de 1988 à 1997.
Il est l’auteur d’un livre sorti en 2011 : Ich bin nun mal dick - Ein Wohlfühlbuch' (Littéralement : Je suis gros – Un livre de bien-être) .
Il est marié et a deux enfants adoptés.

## Engagement social
Rainer Hunold est ambassadeur pour l’association SOS villages d'enfants. Il a visité SOS Villages d’enfants au Swaziland et en Inde.
Il soutient également l'association allemande GesichtZeigen! qui fait campagne à l'échelle nationale contre la xénophobie, le racisme, l'antisémitisme et l’extrême droite.
Passionné par la sculpture, Rainer Hunold crée des sculptures à partir de troncs d'arbres, qu'il recouvre avec jusqu'à 20 000 clous de cuivre . Sa première exposition personnelle (Protection) eut lieu en 2009 dans la galerie Braubachfive à Francfort-sur-le-Main ,,. Il n’hésite pas à vendre ses œuvres aux enchères au profit de SOS Villages d’enfants .

## Filmographie (sélection)

### Films
- 1978: C’est mon Gigolo de David Hemmings: Lothar
- 1980: Fabian de Wolf Gremm
- 1983: Mariane und Sophie de Rainer Söhnlein: Willi
- 1987: Le Petit Procureur (de) de Hark Bohm

### Téléfilms
- 1978: Vorhang auf, wir spielen Mord de Fritz Umgelter: Phil
- 1982: Ab in den Süden de Wilfried Dotzel: Olli
- 1982: Frau Jenny Treibel de Franz Josef Wild d’après le roman de Theodor Fontane Madame Jenny Treibel: Otto Treibel
- 1991: Kollege Otto de Heindrich Breloer: Bernd Otto
- 2015: Der Pfarrer und das Mädchen de Maris Pfeiffer: Thomas

### Séries télévisées
- 1978: Tatort: Zürcher Früchte: Maître Wegner
- 1978: Ein Mann will nach oben (11 épisodes): Kalli Flau
- 1979: Derrick : Le congrès de Berlin (Ein  Kongress in Berlin): Le conducteur de bus
- 1980: Le Renard: Le nouveau (Der Neue): Michael Werner
- 1980-1984: Drei damen vom Grill (13 épisodes): Alex Nestler
- 1981: Derrick: Au bord du gouffre (Am Abgrund): Willi Raspe
- 1981: Sternensommer (6 épisodes): Martin Feucht
- 1982: Le Renard: Attaque à main armée (Der Überfal): Gert Mester
- 1983: Mandara (5 épisodes): Le pasteur Schalk
- 1985: La Clinique de la Forêt noire: Erreur de diagnostic (Die Falsche Diagnose): Lukas
- 1985: La Clinique de la Forêt noire: Le Globe-Trotter (Der Weltreisende): Lukas
- 1985: L’ami des bêtes: Hasso: Fritz Langer
- 1985: Le Renard: Une morte en safari (Eine Tote auf Safari): Peter may
- 1986: Le Renard: Trio en or (Terzett in Gold): Klaus Abel
- 1986: Wenn’s nach mir ginge (21 épisodes): Hartmut
- 1986: Engels & Consorten (5 épisodes): Frithhof Engels
- 1988–1997: Un cas pour deux (90 épisodes): L'avocat Rainer Franck
- 2004: Dr Sommerfeld – Neues vom Bülowbogen (115 épisodes): Le Dr Peter Sommerfeld
- 2008 : Family Mix : Nous annonçons la nouvelle (Die, in der Cem Hausmann werden will)
- 2010: In aller Freundschaft: Bumerang : Hermann Ferch
- 2017: Une équipe de choc: Tod und Liebe : Martin Gest
- 2020: Der Staatsanwalt (89 épisodes) : Le procureur Bernd Reuther

## Distinction
1992: Le prix Adolf-Grimme d’Or pour Kollege Otto (avec Heinrich Breloer et Monika Bednarz-Rauschenbach) 